# Montreux Volley Masters 2018
Montreux Volley Masters 2018 spelades mellan den 4 och 9 september 2018 i Montreux, Schweiz. Det var den 33:e upplagan av turneringen och åtta damlandslag i volleyboll deltog. Italien vann för andra gången genom att besegra Ryssland i finalen. Paola Egonu utsågs till mest värdefulla spelare.

## Arenor
|                                                                    |  |  |
|                                                                    |  |  |
| Salle Omnisports du Pierrier Stad: Montreux Kapacitet: - Öppnad: - |  |  |

## Regelverk

### Format
- Tävlingen började med gruppspel där lagen fördelades på två grupper om fyra lag
- De två första lagen i varje grupp gick vidare till slutspel om plats 1-4. Slutspelet genomfördes i cupformat.
- De två sista lagen möte ett lag från den andra gruppen för spel om (delad) femteplats.

### Metod för att bestämma tabellplacering
Om slutresultatet blev 3-0 eller 3-1 tilldelades 3 poäng till det vinnande laget och 0 till det förlorande laget, om slutresultatet blev 3-2 tilldelades 2 poäng till det vinnande laget och 1 till det förlorande laget. 
Lagens position i respektive grupp bestämdes utifrån (i tur och ordnign):
- Antal vunna matcher
- Poäng
- Kvot vunna / förlorade set
- Kvot vunna / förlorade poäng.
- Inbördes möte

## Deltagande lag
| Lag       | Turnering | Deltog senast                |
| --------- | --------- | ---------------------------- |
| Brasilien | Wild card | Montreux Volley Masters 2017 |
| Kamerun   | Wild card | Debut                        |
| Kina      | Wild card | Montreux Volley Masters 2017 |
| Italien   | Wild card | Montreux Volley Masters 2015 |
| Polen     | Wild card | Montreux Volley Masters 2017 |
| Ryssland  | Wild card | Montreux Volley Masters 2015 |
| Schweiz   | Wild card | Montreux Volley Masters 2017 |
| Turkiet   | Wild card | Montreux Volley Masters 2016 |

## Turneringen

### Gruppspelsfasen
| Grupp A | Grupp B   |
| ------- | --------- |
| Kina    | Brasilien |
| Italien | Kamerun   |
| Schweiz | Polen     |
| Turkiet | Ryssland  |

#### Grupp A

##### Resultat
| 4 september 2018 Salle Omnisports du Pierrier, Montreux Speltid: 1h:07 - Åskådare: 520   | Kina    | 3 - 0 | Schweiz | 25-21, 25-14, 25-10        |
| 4 september 2018 Salle Omnisports du Pierrier, Montreux Speltid: 1h:12 - Åskådare: 720   | Italien | 0 - 3 | Turkiet | 18-25, 24-26, 21-25        |
| 5 september 2018 Salle Omnisports du Pierrier, Montreux Speltid: 1h:05 - Åskådare: 1 020 | Kina    | 0 - 3 | Italien | 20-25, 13-25, 13-25        |
| 6 september 2018 Salle Omnisports du Pierrier, Montreux Speltid: 1h:04 - Åskådare: 670   | Italien | 3 - 0 | Schweiz | 25-15, 25-18, 25-22        |
| 6 september 2018 Salle Omnisports du Pierrier, Montreux Speltid: 1h:50 - Åskådare: 870   | Kina    | 1 - 3 | Turkiet | 19-25, 18-25, 25-23, 23-25 |
| 7 september 2018 Salle Omnisports du Pierrier, Montreux Speltid: 1h:09 - Åskådare: 590   | Schweiz | 0 - 3 | Turkiet | 21-25, 15-25, 22-25        |

##### Sluttabell
| Pos. | Lag     | Pt | M | V | F | SV | SF | Kvot  | PV  | PF  | Kvot  |
| ---- | ------- | -- | - | - | - | -- | -- | ----- | --- | --- | ----- |
| 1    | Turkiet | 9  | 3 | 3 | 0 | 9  | 1  | 9.000 | 249 | 206 | 1.208 |
| 2    | Italien | 6  | 3 | 2 | 1 | 6  | 3  | 2.000 | 213 | 177 | 1.203 |
| 3    | Kina    | 3  | 3 | 1 | 2 | 4  | 6  | 0.666 | 206 | 218 | 0.944 |
| 4    | Schweiz | 0  | 3 | 0 | 3 | 0  | 9  | 0.000 | 158 | 225 | 0.702 |

#### Grupp B

##### Resultat
| 4 september 2018 Salle Omnisports du Pierrier, Montreux Speltid: 1h:49 - Åskådare: 930   | Brasilien | 3 - 1 | Ryssland | 24-26, 25-21, 25-21, 25-23        |
| 5 september 2018 Salle Omnisports du Pierrier, Montreux Speltid: 1h:00 - Åskådare: 715   | Kamerun   | 0 - 3 | Ryssland | 15-25, 17-25, 13-25               |
| 5 september 2018 Salle Omnisports du Pierrier, Montreux Speltid: 2h:16 - Åskådare: 840   | Brasilien | 2 - 3 | Polen    | 20-25, 25-21, 25-22, 22-25, 12-15 |
| 6 september 2018 Salle Omnisports du Pierrier, Montreux Speltid: 1h:13 - Åskådare: 520   | Kamerun   | 0 - 3 | Polen    | 19-25, 22-25, 22-25               |
| 7 september 2018 Salle Omnisports du Pierrier, Montreux Speltid: 1h:14 - Åskådare: 1 380 | Ryssland  | 3 - 0 | Polen    | 25-16, 27-25, 25-18               |
| 7 september 2018 Salle Omnisports du Pierrier, Montreux Speltid: 1h:01 - Åskådare: 1 140 | Brasilien | 3 - 0 | Kamerun  | 25-11, 25-15, 25-13               |

##### Sluttabell
| Pos. | Lag       | Pt | M | V | F | SV | SF | Kvot  | PV  | PF  | Kvot  |
| ---- | --------- | -- | - | - | - | -- | -- | ----- | --- | --- | ----- |
| 1    | Brasilien | 7  | 3 | 2 | 1 | 8  | 4  | 2.000 | 278 | 238 | 1.168 |
| 2    | Ryssland  | 6  | 3 | 2 | 1 | 7  | 3  | 2.333 | 243 | 203 | 1.197 |
| 3    | Polen     | 5  | 3 | 2 | 1 | 6  | 5  | 1.200 | 242 | 244 | 0.991 |
| 4    | Kamerun   | 0  | 3 | 0 | 3 | 0  | 9  | 0.000 | 147 | 225 | 0.653 |

### Slutspelsfasen

#### Spelschema
|  | Semifinaler | Semifinaler |          |         | Final               | Final               |  |
|  |             |             |          |         |                     |                     |  |
|  | Brasilien   | 2           |          |         |                     |                     |  |
|  | Brasilien   | 2           |          |         |                     |                     |  |
|  | Italien     | 3           |          |         |                     |                     |  |
|  | Italien     | 3           |          | Italien | 3                   |                     |  |
|  |             |             |          | Italien | 3                   |                     |  |
|  |             |             | Ryssland | 0       |                     |                     |  |
|  | Turkiet     | 1           | Ryssland | 0       |                     |                     |  |
|  | Turkiet     | 1           |          |         |                     |                     |  |
|  | Ryssland    | 3           |          |         | Match om tredjepris | Match om tredjepris |  |
|  | Ryssland    | 3           |          |         |                     |                     |  |
|  |             |             |          |         |                     |                     |  |
|  |             |             |          |         | Brasilien           | 2                   |  |
|  |             |             |          |         | Brasilien           | 2                   |  |
|  |             |             |          |         | Turkiet             | 3                   |  |

##### Semifinaler
| 8 september 2018 Salle Omnisports du Pierrier, Montreux Speltid: 2h:03 - Åskådare: 1 540 | Brasilien | 2 - 3 | Italien  | 25-19, 18-25, 25-22, 17-25, 12-15 |
| 8 september 2018 Salle Omnisports du Pierrier, Montreux Speltid: 1h:36 - Åskådare: 1 190 | Turkiet   | 1 - 3 | Ryssland | 17-25, 25-20, 15-25, 21-25        |

##### Match om tredjepris
| 9 september 2018 Salle Omnisports du Pierrier, Montreux Speltid: 2h:01 - Åskådare: 1 250 | Brasilien | 2 - 3 | Turkiet | 16-25, 18-25, 25-23, 25-20, 13-15 |

##### Final
| 9 september 2018 Salle Omnisports du Pierrier, Montreux Speltid: 1h:26 - Åskådare: 1 800 | Italien | 3 - 0 | Ryssland | 25-21, 30-28, 26-24 |

#### Match om femteplats
| 8 september 2018 Salle Omnisports du Pierrier, Montreux Speltid: 1h:55 - Åskådare: 880   | Kina    | 3 - 1 | Polen | 25-23, 28-26, 21-25, 25-23       |
| 8 september 2018 Salle Omnisports du Pierrier, Montreux Speltid: 1h:44 - Åskådare: 1 200 | Kamerun | 3 - 2 | Kina  | 18-25, 25-20, 11-25, 28-26, 15-1 |

## Slutplaceringar
| Pos | Lag       |
| --- | --------- |
|     | Italien   |
|     | Ryssland  |
|     | Turkiet   |
| 4   | Brasilien |
| 5   | Kamerun   |
| 5   | Kina      |
| 7   | Polen     |
| 7   | Schweiz   |

## Individuella utmärkelser
| Utmärkelse                          | Namn                 | Lag       |
| ----------------------------------- | -------------------- | --------- |
| Mest värdefulla spelare             | Paola Egonu          | Italien   |
| Mest värdefulla spelare (Brasilien) | Gabriela Guimarães   | Brasilien |
| Mest värdefulla spelare (Kina)      | Lin Li               | Kina      |
| Mest värdefulla spelare (Kamerun)   | Fotso Mogoung        | Kamerun   |
| Mest värdefulla spelare (Italien)   | Lucia Bosetti        | Italien   |
| Mest värdefulla spelare (Polen)     | Agnieszka Kąkolewska | Polen     |
| Mest värdefulla spelare (Ryssland)  | Natalija Hončarova   | Ryssland  |
| Mest värdefulla spelare (Schweiz)   | Thays Deprati        | Schweiz   |
| Mest värdefulla spelare (Turkiet)   | Cansu Özbay          | Turkiet   |